# Broken Wall Memorial
A Broken Wall Memorial az Amerikai Egyesült Államok Oregon államának Portland városában található emlékmű, amely a Portlandi Egyetem első világháborúban, koreai háborúban, vietnámi háborúban és öbölháborúban elhunyt polgárainak állít emléket. A Praying Hands Memorialt 1948-ban állították fel, majd később kiegészítették.
A szoborba egyes elesettek nevét vésték. A veteránok napján megemlékezést tartanak.

## Fordítás
- Ez a szócikk részben vagy egészben  a   Broken Wall Memorial című angol Wikipédia-szócikk ezen változatának fordításán alapul.  Az eredeti cikk szerkesztőit annak laptörténete sorolja fel. Ez a jelzés csupán a megfogalmazás eredetét és a szerzői jogokat jelzi, nem szolgál a cikkben szereplő információk forrásmegjelöléseként.